# Valencogne
Valencogne és un municipi francès situat al departament de la Isèra i a la regió d'Alvèrnia-Roine-Alps. L'any 2007 tenia 574 habitants.

## Demografia

### Població
El 2007 la població de fet de Valencogne era de 574 persones. Hi havia 215 famílies de les quals 62 eren unipersonals (41 homes vivint sols i 21 dones vivint soles), 58 parelles sense fills, 87 parelles amb fills i 8 famílies monoparentals amb fills.
La població ha evolucionat segons el següent gràfic:
Habitants censats

### Habitatges
El 2007 hi havia 266 habitatges, 224 eren l'habitatge principal de la família, 29 eren segones residències i 12 estaven desocupats. 246 eren cases i 20 eren apartaments. Dels 224 habitatges principals, 188 estaven ocupats pels seus propietaris, 31 estaven llogats i ocupats pels llogaters i 5 estaven cedits a títol gratuït; 1 tenia una cambra, 3 en tenien dues, 27 en tenien tres, 59 en tenien quatre i 134 en tenien cinc o més. 158 habitatges disposaven pel capbaix d'una plaça de pàrquing. A 96 habitatges hi havia un automòbil i a 121 n'hi havia dos o més.

### Piràmide de població
La piràmide de població per edats i sexe el 2009 era:
| Homes | Edats   | Dones |
| ----- | ------- | ----- |
| 0     | 95 o +  | 0     |
| 0     | 90 a 94 | 0     |
| 0     | 85 a 89 | 0     |
| 0     | 80 a 84 | 4     |
| 20    | 75 a 79 | 28    |
| 8     | 70 a 74 | 8     |
| 4     | 65 a 69 | 4     |
| 16    | 60 a 64 | 4     |
| 16    | 55 a 59 | 28    |
| 8     | 50 a 54 | 12    |
| 12    | 45 a 49 | 4     |
| 16    | 40 a 44 | 12    |
| 28    | 35 a 39 | 16    |
| 24    | 30 a 34 | 28    |
| 4     | 25 a 29 | 12    |
| 4     | 20 a 24 | 4     |
| 12    | 15 a 19 | 0     |
| 24    | 10 a 14 | 28    |
| 4     | 5 a 9   | 36    |
| 12    | 0 a 4   | 8     |

## Economia
El 2007 la població en edat de treballar era de 342 persones, 251 eren actives i 91 eren inactives. De les 251 persones actives 227 estaven ocupades (133 homes i 94 dones) i 24 estaven aturades (4 homes i 20 dones). De les 91 persones inactives 32 estaven jubilades, 30 estaven estudiant i 29 estaven classificades com a «altres inactius».

### Ingressos
El 2009 a Valencogne hi havia 229 unitats fiscals que integraven 608 persones, la mediana anual d'ingressos fiscals per persona era de 17.242 €.

### Activitats econòmiques
Dels 23 establiments que hi havia el 2007, 2 eren d'empreses de fabricació d'altres productes industrials, 6 d'empreses de construcció, 3 d'empreses de comerç i reparació d'automòbils, 3 d'empreses de transport, 3 d'empreses d'hostatgeria i restauració, 1 d'una empresa financera, 4 d'empreses de serveis i 1 d'una empresa classificada com a «altres activitats de serveis».
Dels 6 establiments de servei als particulars que hi havia el 2009, 1 era un taller de reparació d'automòbils i de material agrícola, 1 paleta, 1 guixaire pintor, 2 fusteries i 1 electricista.
L'únic establiment comercial que hi havia el 2009 era una botiga de menys de 120 m².
L'any 2000 a Valencogne hi havia 33 explotacions agrícoles que ocupaven un total de 504 hectàrees.

## Equipaments sanitaris i escolars
El 2009 hi havia una escola maternal integrada dins d'un grup escolar amb les comunes properes formant una escola dispersa.

## Poblacions més properes
El següent diagrama mostra les poblacions més properes.